# Lena Dahms
Lena Dahms (30 augustus 2006) is een voetbalspeelster uit Duitsland. Ze speelt als middenvelder voor SV Werder Bremen in de Bundesliga.

## Clubcarrière
Lena Dahms begon met voetballen i Neuenkirchen bij Bassum in Landkreis Osnabrück. Daar speelde ze bij Neuenkirchen Gut Heil. Tot 2021 was Dahms jeugdspeelster bij JSG Hachetal. Vervolgens speelde ze bij TuS Sulingen in Diepholz voordat ze zich bij SV Werder Bremen. Hier begon ze bij de B-junioren. In de B-junioren Bundesliga maakte Dahms 16 doelpunten.
In het seizoen 2022/23 maakte Dahms haar debuut in Bundesliga door op 14 maart 2023 in te vallen voor Michelle Ulbrich in een 2-0 thuisnederlaag tegen Eintracht Frankfurt. Op 2 en 23 april 2024 kwam Dahms opnieuw in actie in wedstrijden tegen VfL Wolfsburg en SV Meppen.

## Statistieken
| Seizoen | Club             | Competitie | Competitie | Competitie | Beker | Beker | Overig | Overig | Totaal | Totaal |
| Seizoen | Club             | Competitie | Wed.       | Dlp.       | Wed.  | Dlp.  | Wed.   | Dlp.   | Wed.   | Dlp.   |
| ------- | ---------------- | ---------- | ---------- | ---------- | ----- | ----- | ------ | ------ | ------ | ------ |
| 2022/23 | SV Werder Bremen | Bundesliga | 3          | 0          | 0     | 0     | 0      | 0      | 3      | 0      |
| 2023/24 | SV Werder Bremen | Bundesliga | 3          | 0          | 0     | 0     | 0      | 0      | 3      | 0      |
| Totaal  | Totaal           | Totaal     | 6          | 0          | 0     | 0     | 0      | 0      | 6      | 0      |

Bijgewerkt t/m 20 mei 2024.
1 Peng ·
3 Janzen ·
5 Ulbrich ·
6 Wichmann ·
8 Weiß ·
9 Weidauer ·
10 Mahmoud ·
11 Sternad ·
13 Walkling ·
14 Brandenburg ·
15 Sehan ·
16 Bernhardt ·
17 Dahl ·
18 Hausicke ·
19 Matheis ·
20 Meyer ·
21 Hahn ·
22 Dieckmann ·
23 Németh ·
27 Lührßen ·
28 Wirtz ·
29 Kunkel ·
31 Etzold ·
32 Pettersen ·
33 Pérez Jaramillo ·
37 Dahms ·
39 Behrens ·
Coach: Horsch